# Máximo Fjellerup
Máximo Hugo Fjellerup, né le 25 novembre 1997, à Tres Arroyos, dans la province de Buenos Aires, est un joueur argentin de basket-ball. Il évolue aux postes d'arrière et d'ailier.

## Carrière

### En club
En 2013, il commence sa carrière professionnelle au Bahía Blanca où il reste cinq ans.
En 2018, il part jouer au San Lorenzo de Almagro (en).

### Sélection nationale
En 2017, il est sélectionné dans l'équipe nationale d'Argentine pour participer au Championnat des Amériques 2017 où il remporte la médaille d'argent.
Entre le 27 juillet et le 10 août 2019, il participe aux Jeux panaméricains de 2019 où il remporte la médaille d'or à Lima.
Entre le 31 août et le 16 septembre 2019, il participe à la Coupe du monde 2019.

## Palmarès

### Sélection nationale
- 2e du championnat des Amériques 2017
- Vainqueur des Jeux panaméricains 2019
- Finaliste de la Coupe du monde 2019
- Vainqueur du championnat des Amériques 2022